# 28201 Lifubin
28201 Lifubin è un asteroide della fascia principale. Scoperto nel 1998, presenta un'orbita caratterizzata da un semiasse maggiore pari a 2,2818260 UA e da un'eccentricità di 0,1408093, inclinata di 6,81837° rispetto all'eclittica.